# 나주공산중학교
나주공산중학교(羅州公山中學校)는 대한민국 전라남도 나주시 공산면 금곡리에 있는 공립 중학교이다.

## 학교 연혁
- 1960년 4월 28일 : 나주남중학교 개교
- 1960년 7월 5일 : 초대 전병곤 교장 취임
- 1970년 1월 26일 : 나주공산중학교로 교명 변경
- 2024년 3월 1일 : 제25대 박종걸 교장 취임
- 2025년 1월 10일 : 제63회 5명 졸업(졸업생수 7,486명)
- 2025년 3월 4일 : 신입생 5명 입학

## 참고 자료
- 나주공산중학교 - 한국교육학술정보원 학교알리미